# No Security
No Security er et live album fra The Rolling Stones, og det blev udgivet i 1998. Det blev optaget under Bridges to Babylon Tour verden over i 1997 – 1998, som bandet sjette officielle live udgivelse. 
På grund af risikoen for at repetere sangene fra albummet Still Life (American Concert 1981) og Flashpoint udvalgte The Stones omhyggelig sange der enten aldrig havde været på nogle af deres live udgivelser, eller som ikke havde været på et live album i lang tid. Af de store hits var "The Last Time", "Respectable", og "Waiting On A Friend", udover dem var der også "Gimme Shelter", "Sister Morphine", og "Memory Motel". På albummet Bridges to Babylon optræder Taj Mahal og Dave Matthews, og de er også på No Security.
Albummet blev udgivet i november 1998, og for at promovere det tog bandet på endnu en tour. Den tour, No Security Tour, var kun i Nordamerika, og der var 34 shows.
No Security blev 67. på den engelske chart liste, og nummer 23. på den amerikanske album charts. Det lykkes den ikke at sælge guld, men den solgte over 300.000 kopiere. 

## Spor
Alle sangene er skrevet af Mick Jagger and Keith Richards udtaget hvor andet er påført. 
1. "Intro" – 0:50
2. "You Got Me Rocking" – 3:26
3. "Gimme Shelter" – 6:12
4. "Flip The Switch" – 4:12
5. "Memory Motel" – 5:52 
  -  Med Dave Matthews som med sanger.
6. "Corinna" (Taj Mahal/Jesse Ed Davis) – 3:56 
  -  Med Taj Mahal som med sanger.
7. "Saint of Me" – 5:18
8. "Waiting on a Friend" – 4:52
9. "Sister Morphine" (Mick Jagger/Keith Richards/Marianne Faithfull) – 6:05
10. "Live with Me" – 3:55
11. "Respectable" – 3:20
12. "Thief In The Night" (Mick Jagger/Keith Richards/Pierre de Beauport) – 5:37
13. "The Last Time" – 4:19
14. "Out of Control" – 7:59